# Clóvis Fecury
Clóvis Antônio Chaves Fecury (Brasília, 8 de fevereiro de 1969) é um empresário, engenheiro e político brasileiro. Filiado ao Partido Social Democrático (PSD), foi senador da República entre 2011 e 2012 e deputado federal de 2003 a 2011, como representante do Maranhão. É filho do também político Mauro Fecury.

## Família e educação
Nascido em Brasília, Fecury é filho de Mauro Fecury e Ana Lúcia Chaves Fecury. Seu pai foi prefeito de São Luís, deputado federal e senador da República. De origem libanesa, a família Fecury é considerada um braço direito da Família Sarney.
De 1988 a 1995, Fecury estudou na Universidade Estadual do Maranhão (UEMA), onde se graduou em engenharia civil.

## Carreira empresarial
Juntamente com o pai, Fecury é sócio da Universidade Ceuma, a maior instituição privada de ensino do Maranhão. Fecury também era proprietário de outros empreendimentos, incluindo lojas e ao menos 50% do Rio Anil Shopping. Nas eleições de 2018, declarou à Justiça Eleitoral possuir um patrimônio de R$ 65,5 milhões. Anteriormente, Fecury havia declarado um patrimônio de R$ 11,1 milhões em 2010 e R$ 5,8 milhões em 2006.

## Careira política
Nas eleições de 2002, Fecury concorreu a uma vaga na Câmara dos Deputados pelo Partido da Frente Liberal (PFL), representando o Maranhão. Com 83.078 votos, ou 3,42% dos votos válidos, elegeu-se deputado federal. Foi a sétima maior votação para o cargo naquela eleição.
Empossado em fevereiro de 2003, Fecury votou a favor da Reforma da Previdência proposta pelo presidente Luiz Inácio Lula da Silva. Em 2005, foi escolhido como titular das comissões de Educação e Cultura e de Trabalho, Administração e Serviço Público.
Em 2006, Fecury foi reeleito para o cargo na eleição de outubro, recebendo 102.404 votos (3,56% do total de votos válidos). Em 2007, com a extinção do PFL, filiou-se ao Democratas (DEM).
Fecury foi escolhido pelo senador João Alberto Souza como seu primeiro suplente na eleição de 2010. Souza foi eleito e em agosto de 2011 anunciou que passaria a integrar o governo estadual, liderado por Roseana Sarney. Em 29 de setembro, foi empossado senador da República.
Como senador, Fecury ausentou-se da sessão que casou o mandato do senador Demóstenes Torres. Em novembro de 2012, cessou o exercício de seu mandato, com o retorno do titular João Alberto Souza.
Em 2015, Fecury deixou a presidência do diretório maranhense do Democratas, sendo substituído por Fernando Fialho. Em 2018, deixou o partido, após dezessete anos de filiação ao partido. Seu destino foi o Partido Social Democrático, após negociações com Gilberto Kassab e Cláudio Trinchão.
Em 2018, o deputado Sarney Filho (PV) escolheu Fecury como o candidato a primeiro suplente em sua chapa ao Senado Federal. Na eleição de outubro, foram derrotados, com 752 mil votos (13,20% dos votos válidos), garantindo-lhes a terceira colocação.

### Desempenho eleitoral
| Ano  | Cargo                          | Partido | Votos     | Resultado  | Notas                                   | Ref.   |
| ---- | ------------------------------ | ------- | --------- | ---------- | --------------------------------------- | ------ |
| 2002 | Deputado federal pelo Maranhão | PFL     | 83.078    | Eleito     |                                         | [ 15 ] |
| 2006 | Deputado federal pelo Maranhão | PFL     | 102.404   | Eleito     |                                         | [ 16 ] |
| 2010 | Senador pelo Maranhão          | DEM     | 1.545.866 | Eleito     | Primeiro suplente de João Alberto Souza | [ 29 ] |
| 2018 | Senador pelo Maranhão          | PSD     | 752.893   | Não Eleito | Primeiro suplente de Sarney Filho       | [ 30 ] |